# 꼬마버스 타요의 등장인물 목록

## 버스 차고지 식구들

### 타요(120번[1]파란 버스 소년)
성우는 문남숙(2008년 파일럿판에서는 박영남).
120번인 새내기 파란 버스. 성별은 남성.
이 작품의 주인공인 척 하는 개구쟁이에다 호기심이 많고 활달하며 명량한 성격이다.  
어른이 되고 싶다고 소원을 빌다가 어른이 되어 꼬마버스들을 위한 힘든 일을 하거나 하나가 만지지 말라는 기계를 만져서 장난감 크기로 작아져서 지니의 집에까지 끌려가고, 시골로 운행을 나왔다가 된통 고생하기까지 한 사고뭉치지만, 남을 도와주고 싶어하는 면모도 있고, 경찰 체험을 하던 중 스피드를 구해루키와 패트에게 칭찬받기도 했다. 로기와는 자주 다투지만 절친한 사이이다.
배기 가스를 잘 뿜는 게 특징이다.

### 로기(1000번[5]초록 버스 소년)
성우는 엄상현(2008년 파일럿판에서는 전태열).
1000번인 초록 버스. 성별은 남성.
짖궂은 개구쟁이지만 당찬 성격이다. 타요의 단짝 친구이다. 
허당끼가 샤인과 쌍벽을 이루는데, 못말리는 음치인데 누리와 함께 택시들 모임에 가고 싶어 끼어들어 자신이 노래를 진짜 잘 부른다며 들어 보라고 노래를 불렀을 때 타요와 누리의 연습에 방해가 되어 누리를 화나게 했다.
로기가 같이 가고 싶어 일부러 이러는 것을 알게 된 타요는 아픈 척을 해서 로기와 누리가 함께 가도록 하게 한다.
일명 명탐정 로기.

### 라니(02번[7]노란 버스 소녀)
성우는 은영선(2008년 파일럿판에서는 홍소영).
02번인 노란 버스. 성별은 여성.
꼬마버스들 중 홍일점이며, 가장 작다. 부끄러움을 잘 타고 여우처럼 새침해서 하나에게 예쁜 형광등을 선물 받은 하트를 질투하기도 하고, 겁도 많아서 어두운 곳을 무서워한다. 심지어 씨투에게 모종의 이유로 혼나자 악을 쓰며 가출하기도 했다. 하지만 똑똑하고 칭찬을 많이 받는다. 쉬는 날에도 대신 운행해 주며, 샤인, 러비, 토토와 어울려 다니기도 했고, 수업시간에 졸기도, 밤에 잠을 설치기도 했다. 
남들에게 귀여움을 많이 받지만 공주병이라 그런지 예쁜 척을 너무 심하게 한다.
식구들 중 여성이라서 하나를 '언니'로 부른다.

### 가니(1339번[9]빨간 버스 소년)
성우는 정선혜.
1339번 빨간 버스. 성별은 남성.  오리지널 4인방 중 유일하게 1화가 아닌 4화부터 등장했다.
'원'이라는 버스의 메모리 칩을 이어받았으며, 침착하고 신중한데다 어른스럽고 생각이 깊으며, 수줍음이 많고 마음이 여리다. 주행연습 중 짐을 들고 계신 할머니를 태워다 드렸고, 제리가 자신과의 만남을 계기로 개과천선했었다. 심지어 액션배우 레오를 구해 엄청난 스타가 되기도 했다. 
하지만 다른 친구들처럼 주사를 맞는 것은 싫어한다.

### 하트(분홍색 정비차 소녀)
성우는 정혜옥.
분홍색 정비차 소녀. 
원래는 칙칙한 갈색인데다가 고객들의 조건과 맞지 않아 누구의 선택도 받지 못했지만, 하나가 꼬마버스들이 위급할 때 신속하게 현장으로 갈 수 있으면 좋겠다고 생각해서 버스 차고지의 식구까지 되었다. 라니의 가장 친한 친구다.
성격은 수줍음이 많으며 소심하고 여리지만 예쁜 외모에다 상냥해서 모두 좋아한다.

### 피넛(03번남산 시티투어버스 소년)
성우는 정미라.
남산 시티투어버스 소년. 
원래는 시내버스로 일하려고 했는데 첫 운행 때 실수투성이여서 남산에서 운행하기로 했다. 
다른 꼬마버스들과 다르게 전면 행성판이 LED 행선판인데, 자신의 마음 상태를 표현하는 역할을 한다. 라니만 빼놓고 소풍을 간 것을 알면 서운해한 것을 아는데 라니의 계속된 행동이 마음에 걸려 오해가 생긴 적이 있다.

### 씨투(서울 시티투어버스 아저씨)
성우는 신용우(어린 시절의 성우는 김은아).
서울 시티투어버스 아저씨. 
꼬마버스들의 부모님격으로, 꼬마버스들을 누구보다도 잘 챙기지만 잘못했을 때는 단호하고 따끔하게 혼내거나 지적한다. 하지만 소년 시절에는 꼬마버스들처럼 장난도 많이 치고 실수도 많이 했다고 한다.  
관광객들을 태우고 일하다 꼬마버스들이 운행을 잘 하고 있나 걱정이 되어 관광객들을 태우고 다니는 틈틈히 꼬마버스들을 살피러 갔다 꼬마버스들을 도와주었으며, 꼬마버스들을 돕는 일로 지쳤지만 그 날 꼬마버스들의 감사의 인사에 어느 때보다도 기분 좋게 잠들었었다. 봉봉을 찾지 못해 엉엉 소리 내어 우는 캐리를 위로해 주며 캐리에게 차고지에 가서 충전할 것을 권하고 차고지로 가서 봉봉을 찾게 해 주기도 했다. 
피에로 분장을 하고 어린이들과 놀아주는 재능기부를 하는 어른스러운 면모도 있다. 

### 하나(정비사 숙녀)
성우는 최하나.(해당 캐릭터와 동명이인.)
쾌활하고 잘 고친 정비사 숙녀. 
못 고치는 자동차가 없다. 우주로 날아갈 수 있는 로켓, 물건이 작아지는 기계까지 자동차 정비나 하고 있을 수준이 아니다. 씨투와 함께 꼬마버스들을 보살피지만 씨투와 마찬가지로 꼬마버스들이 잘못했을 때는 따끔하게 혼낸다. 그래도 꼬마버스들과 같이 생활하다 보니 본인은 이 생활에 만족하는 듯하다. 
정비소에서 엔진을 고치다가 갑자기 불이 났는데 설상가상으로 소화기도 보이지 않는 상황에서 프랭크와 앨리스의 도움으로 무사히 구조되기도 했고, 높은 빌딩에 화재가 일어나 옥상으로 대피해 있을 때 에어의 도움으로 구조되기도 했다.

## 주변 자동차 및 인물

### 루키(교통경찰 청년)
성우는 류승곤(어린 시절의 성우는 김은아).
성실하고 도독을 잡는 교통경찰 청년이다.
소년 시절에 교통사고를 당할 뻔하다가 경찰아저씨가 구해 준 계기로 경찰을 꿈꿨다. 
보통은 패트와 함께 시내를 순찰하고 시내의 교통을 바로잡지만, 컴퓨터로 추리하는 바람에 패트와 싸운 적이 있다. 
지니라는 조카가 한 명 있다. 현재는 자신의 새로운 일자리를 구하고 패트, 프랭크, 앨리스, 에어, 그리고 앨리스가 데려온 떠돌이 개와 함께 살게 되었다.

### 패트(경찰차 아저씨)
성우는 엄상현.
시내를 순찰하며 문제를 해결하는 경찰차 아저씨. 
융통성이 있는 루키와 달리 상당히 깐깐하다. 꼬마 자동차들과 유치원생들을 엄하게 꾸짖자 아이들이 무서워한 적도 있다. 하지만 우연히 뒤에 깃털이 꽃히게 되어 웃음을 참지 못한 것을 계기로 친절하게 대할 것을 다짐한다. 
잠꼬대로 사이렌을 울리는 버릇이 있다.

### 프랭크(소방차 아저씨)
성우는 김영선.
현대 메가트럭 또는 히노 레인저 4세대 형태의 사다리 소방차 아저씨. 화재현장에 출동하는 게 주 임무이며, 주로 앨리스와 함께 출동을 한다. 멋진 외모에다 용감하고 책임감이 좋은 편인 듯 한데, 터널에 불이 났다고 화재신고가 들어왔을 땐 터널로 출동해 불을 껐다.  
평소에는 불도 끄고 사람도 구하는 듯 멋있는 모습을 많이 보이지만, 고층빌딩의 화재를 진압하기 위해 출동했는데 불이 난 곳이 너무 높아 불을 끄지 못해 속상해하기도 했고 실습기에서 운행 연습을 혼자 계속했으며, 심지어 앨리스가 출동에 늦은 것 가지고도 너무 늦었다며 앨리스에게 잔소리를 퍼부어 대기까지 했다.    
긴급출동센터가 생긴 이후에는 앨리스, 에어뿐만 아니라 루키, 패트와도 함께 구조대 멤버로 들어온다.

### 앨리스(구급차 처녀)
성우는 김은아.
기아 봉고 형태의 구급차 처녀. 
직업 특성상 프랭크와 접점이 많다. 제이에게 응급환자가 있다고 연락을 받았을 때 출동하는 것을 보면 제이와도 함께 출동하는 듯하다.
예쁜 외모에다 어른스럽고 엄마 같은 성격으로, 마음이 따뜻해서 프랭크가 불을 못 꺼서 속상할 때도 프랭크를 외면하지 못하며, 그때 위로해 준 하늘에서 내려온 천사다.     
타요와 로기가 버스 차고지 세차장을 쓰라고 권했을 때 가 보자고 제안하기도 했고, 타요에게 프랭크가 사과하고 싶다며 시청 앞 박물관으로 나와 달라는 말을 들었을 때는 타요에게 고맙다고 인사해 주기도 했다. 차고지에서 라니와 텔레비전을 보기도 했는데, 텔레비전을 보며 빵 터졌었다.    
하지만 프랭크가 훈련에 무리할 때나 루키가 불난 터널에 들어가 차들을 구출하자는 말을 할 때는 단호하면서 걱정스러운 표정을 짓는다. 긴급출동센터가 생긴 이후에는 프랭크, 에어뿐만 아니라 루키, 패트와도 함께 구조대 멤버로 들어오는데, 그 멤버 자동차들 중 홍일점이다.  
화도 거의 내지 않지만, 정비받다 출동에 늦어 프랭크에게 혼이 났을때, 가니의 실수로 변장이 들통나 속았을 때, 공사장 앞에서 사이렌 소리가 들리지 않을 때는 사이렌 소리를 키워 화를 내면서 소리도 질렀다.

### 에어(소방구조응급헬기 아저씨)
성우는 장민혁.
하늘을 날며 구조 활동을 하는 용감한 소방구조 응급헬기 아저씨. 기종은 유로콥터 HH-65.
프랭크의 친구로, 많은 이들의 우상과도 같은 존재이다. 하지만 헬리콥터라서 그런지 다른 차들이 말하는 것도 잘 듣지 못해 꼬마버스들에게 오해를 사기도 했고, 프랭크가 불이 난 곳이 너무 높아 불을 끄지 못했을 때 나타나 멋지게 화재를 진압해 모두에게 축하를 받았지만 프랭크를 속상하게 했다. 긴급출동센터가 생긴 이후에는 프랭크, 앨리스뿐만 아니라 루키, 패트와도 함께 구조대 멤버로 들어온다.

### 제이(소방대원 숙녀)
성우는 전숙경.
긴급출동센터에 새로 부임한 소방대원 숙녀. 못 하는 것이 없는 해결사급 인물이다. 오토바이를 타고 다닌다.했
라니가 친해지고 싶어 했는데, 라니를 만날 때마다 인사도 안 받아 주고 잔소리만 해 라니에게 오해를 샀다. 처음에는 장발 반곱슬이였으나 라니를 구해줬을 때 머리카락이 타서 숏컷으로 잘랐다. 
으랏차의 뒤를 따라다니며 상황을 지켜보고 으랏차에게 특별훈련을 시킨 적도 있다.

### 누리(택시 소녀)
성우는 김은아.
꼼꼼하고 어린 택시 소녀. 타요와 면허시험장에서 처음 만나 친구가 되었다. 타요의 첫 친구이다.
그 이후로도 간간히 등장하면서 여러 에피소드에 엮이는 편인데, 운행뿐만 아니라 길 잃은 소년의 엄마를 찾아 주기도 하고, 도둑으로 변장한 파이어볼을 태워 티비에 출연해 영화배우가 되기도 했다. 빅의 컨테이너 속에 실수로 들어가 그것을 전설의 자동차로 착각하고 무서워하기도 했었고, 타요와 노래연습을 하던 중 로기에게 방해받아 로기에게 화를 내기도 한다.
아침부터 안 좋은 일만 겪다가 설상가상으로 사고까지 당해 속상해하기도 한 날이 있는데 그때 타요가 빅과 함께 약속을 잡아 못 갔던 유람선을 탔다.

### 토니(탑차 1톤트럭 소년)
성우는 김은아.
교통규칙을 잘 지키는 부지런한 탑차 1톤 트럭 남자아이. 교통질서에 대해 굉장히 깐깐하게 반응한다. 
이 캐릭터에게 교통질서를 잘 지키라는 말을 듣지 않는 캐릭터가 없던 적이 없는데, 심지어 교통질서에 관해 랩까지 했으며, 소년의 장난감을 실수로 잘못 배달해 줘 소년을 실망시키기도 했다.  
앨리스로 변장한 적도 있는데, 사이렌을 몰래 달고 나와 하나에게 잔소리를 듣지 않을까 걱정했었지만 가니의 실수로 변장이 들통나 루키, 패트, 프랭크, 앨리스에게 결국 잔소리를 들었다.  

### 스피드(스포츠카 소년)
성우는 김영선.
세상에서 가장 빠르고 잘 달리는 차라고 생각하는 개구쟁이 스포츠카 소년. 샤인과 함께 경주를 벌이다가 비 때문에 큰 사고를 당하거나 루키와 패트에게 잔소리를 듣는 경우가 많다.
장난꾸러기에다 말썽꾸러기지만 씨투가 타이어에 펑크가 나서 샤인과 함께 관광객들을 공항으로 데려다 준 착한 일도 했지만, 하트를 짝사랑하게 되어 하트에게 잘 보이고 싶어 하지만 매번 실패를 해 망신을 당했다.
단짝친구 샤인이 라니, 러비, 토토와 어울려 다니는 모습을 보고 서운해하기도 했다.

### 샤인(컨버터블 아가씨)
모델은 손나은
인기가 많고 뽐내는걸 좋아한다. 친구가 되고 싶어요 편에서 첫등장했다. 오픈탑을 열며 뽐내는 샤인은 자신의 앞에 닭장 트럭이 있다는 사실을 간과하고 멋만 부린다. 그러다 앞 트럭에서 닭들이 뛰쳐나와 샤인의 보닛과 실내에 들어가서 난리를 피우고 그중 한마리는 보닛에 발톱으로 기스를 내고 똥까지 갈기며 이쁜샤인은 수치를 당한다. 자신의 이쁜 외모를 뽐내다가 타요앞에서 자신의 보닛에 닭이 똥을 싸는 모습을 보여주며 창피를 당했다. 닭똥이 묻은 창피한 순간을 지우기 위해 타요에게 더욱 잘난척하다가 공사장에 갇히는 참사를 당한다. 빠져나오려고 발버둥을 처보지만 예뻐 보이기 위한 낮은 차체는 방해만 된다.
결국 두번이나 망신을 당한 샤인은 타요의 손길에 친구가 됐다. 그후에도 잘난척은 멈추지 않았고 어느날 도로에서 도도함을 뽐내며 시선을 즐기던 샤인, 가니의 매연이 샤인의 보닛에 묻으면서 도로 한복판에서 망신을 당한다. 

### 으랏차(소형 트럭 남자아이)
성우는 오병조.
도로에서 가끔씩 문제를 일으켜 다른 자동차들을 불편하게 만들기도 하는 실수투성이 소형 트럭 남자아이. 등장할 때마다 사고를 치며, 혼자 시험에서 떨어져서 정신나간 존재감을 과시하기 시작했다.
닭장 관리를 잘하지 않아서 샤인한테 닭들이 뛰쳐나간바람에 샤인의 보닛에 닭들이 용변을 봐서 샤인에게 창피를 줬다(샤인같이 이쁜 여자 스포츠카한테 망신을 주는 민폐차)재채기를 하다가 뒤에 있던 가니에게 매연을 뿜어 가니에게 병을 옮겼고, 기름통에서 기름이 새는 지도 몰랐다. 드럼통을 떨어뜨려 사람들을 다치게 할 뻔 하기도 하고, 페인트를 도로에 쏟기도 하고, 상자에 불이 붙었는데도 타는 냄새가 나기 전까지 눈치채지 못했고, 어떤 날은 캐리 앞에 박스를 떨어뜨려 캐리를 고생하게 만든 실수투성이이다.

### 토토(꼬마 견인차 남자아이)
성우는 정미라.
고장 난 차를 돕는 듬직하고 검사을 잘 받은 꼬마 견인차 남자아이. 다른 자동차들이 사고를 당하거나 빠르고 고장이 나면 항상 출동한다. 타요, 스피드와 함께 소풍을 갔다가 고장난 차를 도와주기도 했고, 착하고 고장이 난 유치원 버스를 직접 정비소에 데려다 주기도 했다.
하지만 봉봉이 장난으로 견인 고리에 매달리는 바람에 견인 고리가 착하고 고장나 된통 고생하기도 했으며, 라니, 샤인, 러비와 어울려 다닌 적도 있다.

### 러비(꼬마 청소차 남자아이)
성우는 정미라.
거리의 청소를 맡아서 하는 성실한 꼬마 청소차 남자아이. 
하지만 눈치가 다소 없는 면도 있으며, 가끔 쓰레기를 떨어트린다. 단상을 청소하러 갔을 때 하나가 놀이터 반장 후보로 출마했다고 착각하고 반장 후보로 등록시켰는데, 항상 성실하게 청소해 왔던 공적을 인정받아 반장으로 뽑히기도 했다.  
청소 장비를 고치느라 쉬는 날에 소풍을 갔다가 쓰레기가 보이자 안절부절못하더니 맨몸으로 쓰레기를 치우겠다고 나섰다가 엉망으로 만들기도 했으며, 라니, 샤인 토토와 어울려 다니기도 했다. 

### 킨더(유치원 버스 남자아이) (미니의 진화형)
성우는 정미라.
항상 웃음을 잃지 않는 미소천사 유치원 버스 남자아이 또는 미니의 진화형. 베이스 차량은 현대 카운티이다.
일부러 타요를 따라하며 잘 보이려 하다가 오해를 사기도 했으며 아이들이 좋아하는 자동차들 리스트에 자신이 없자 큰 충격을 받기도 했다. 하지만 아이들이 남산에서 그린 그림에 자신을 좋아하는 것을 담아 내자 감동의 눈물을 흘렸다.

### 티치(자동차 학교의 선생님)
성우는 전숙경.
자동차 학교의 선생님. 
상냥하고 올바르며 엄마 같은 타입인 성격으로, 타요와 처음 만났을 때는 타요가 자신의 친구인 줄 알고 아기 자동차들과 함께 학교 놀이를 했는데, 아기 자동차들을 다루는 데 서툰 타요와 달리 매우 능숙하게 다루었다. 계속 말썽만 부리는 스피드와 샤인의 버릇을 고치기 위해 청소와 심부름을 시키기도 했다.

### 두리(타요의 사람 친구 소년)
성우는 정혜옥.
타요와 친한 소년.
유치원에 다니고 있으며, 그 나이답게 자동차들에 관심이 많다.  그 덕에 각종 자동차들과 금방 친해질 정도로 친화력도 좋은 것으로 보이며, 사정은 알아보지도 않고 친구들에게 놀림받은 것 때문에 타요와 다투기도 했지만 금세 화해했었고, 타요가 주인 없는 강아지에게 까미라는 이름을 지어 주면서 의뢰하자 자신의 식구로 받아들이기도 했다. 
유치원 개학 전날 로기와 방학 숙제를 했는데 다음 날 친구들이 그림일기를 쓰는 것이 어려웠다는 말을 듣고 그림일기를 쓰지 않았다는 것을 알게 되었다. 

### 두리 엄마(두리의 엄마)
성우는 전숙경.
두리의 엄마.
아들 두리가 자동차를 좋아하는 것을 알고 타요를 소개시켜 주기도 하고, 자동차들이 이것저것 닮았다고 말하는 두리를 칭찬해 주기도 했었다.
두리가 타요와의 약속에 늦겠다고 서두를 때 타요를 만나기 전 먼저 씻으라고도 했고, 주인 없는 강아지를 자신의 식구로 맞이하기도 한 배려심 깊은 엄마이다.

### 두리 아빠(두리네 아빠)
성우는 김영선.
두리의 아빠.
전형적인 엄한 아버지상과는 완전히 상극인 아빠 캐릭터로, 바보스러울 정도로 착하다. 회사 일이 바빠서 매일 한밤중에 집에 와 아들 두리를 자주 못 보고, 두리와 약속한 여행도 못 가게 되기도 했다. 
두리의 생일 선물을 고민하던 중 인기스타 가디언엑스에 대해 알게 되어 자신의 소망을 이루었다.

### 조이(마술사 아저씨)
성우는 김영선.
잘생긴 마술사 아저씨.
마술쇼를 버스 차고지에서 공연하게 되었는데, 타요가 정류장에 손님이 없다고 착각하고 그냥 지나쳐 그곳에서 버스를 기다리다가 한 소녀에게 마술을 보여주었고, 마술쇼에 늦게 되어버렸었다. 그래도 타요를 너그럽게 용서하고 그 이후로도 종종 등장하여 마술쇼를 개최한다.  
가니의 특별한 부탁으로 제리를 위한 특별 마술쇼를 열었었고, 서커스를 열려다가 게으름을 피우고는 혼내고도 실망하며 취소하려는 순간 중장비들이 열심히 하겠다고 다짐하자 그들을 봐주기도 했다.  
사복을 입고 나왔을 때에는 자동차 놀이동산을 지을 장소를 찾다가 비밀 놀이터 위치에 짓기로 했으며, 어느 날은 매번 똑같은 마술을 하니 손님이 계속 줄자 꼬마버스들의 도움을 받아 새로운 마술을 선보였다.  

### 봉봉(승합차 소년)
성우는 김은아.
승합차 소년.
나이가 타요보다 어린 듯 하다. 아직 철도 없고 자기중심인 면도 있으며, 처음 등장했을 때 캐리에서 떨어져 잠을 자고 있었다. 그 날 우연히 타요를 만났는데, 타요가 시내구경을 시켜줬는데 빨간 불인데 그냥 가려고 했었고, 캐리에게 집에 돌아가기 싫다고 징징 떼를 썼다. 그래도 타요가 잘 달래서 꼬마버스들과 헤어졌다.
하나누나를 100만 번째 손님으로 만들어 주고 싶은 타요와 한강을 같이 돌았었다.

### 캐리(자동차 운반차 아주머니)
성우는 은영선.
자동차 운반차 아주머니. 봉봉뿐만 아니라 아기 자동차들에게는 엄마와도 같은 존재이다. 
실수로 자신이 태우고 가던 봉봉을 떨어뜨렸는데, 그것도 모르고 그냥 가버렸다. 라니에게 뒷문이 열려 있으면 위험하지 않냐는 이야기를 듣고 봉봉이 없어진 것을 알고 봉봉을 찾아다녔지만 봉봉을 찾지 못하고도 계속 찾아다니며 엉엉 소리 내어 울었다.
1. ↑  다산콜센터의 국번인 120을 따왔다.
2. ↑  처음에는 패트가 과속을 하다 정지선을 넘은 것으로 보고 한 번만 더 걸리면 운행 금지라고 경고하고 넘어갔지만 타요에게 또 걸리자 브레이크가 고장난 것으로 판단했다.
3. ↑  사실 패트에게 걸린 이후에는 욕심이 과했던 탓인지 고장나서 길 한복판에 서 있는 트럭을 이유없이 서 있던 것으로 오인하거나 과일을 산 뒤 지갑을 가져가지 않은 사람을 훔친 것으로 보는 등(사실 오인할만할 상황이기도 했다. 과일을 산 뒤 손님이 급하게 택시를 탔고, 과일 가게 주인이 손님에게 돌아오라고 하는 상황을 본다면 훔친 것으로 오인할 수도 있었다. 하지만 손님에게 무슨 일이 일어났는지 직원에게 물어보지 않았다.)제대로 확인하지도 않았다.
4. ↑  친구들에게 자신에 방귀 연주를 선보이기도 했고, 승객들에게도 친근하게 다가가기 위해 배기 가스를 뿜기도 한다.연료 충전을 할 때에도 배기 가스를 뿜는데, 가니에게 연료 충전하는 법을 알려주다가 배기 가스를 뿜기도 했다.
5. ↑  2014년 당시 서울의 인구수인 1000만명에서 1000을 따왔다. 참고로 2021년 10월 기준 서울의 인구수는 9,532,428명이다.
6. ↑  꼬마버스들의 담당 성우들 중 청일점이다.
7. ↑  서울의 지역번호인 02를 따왔다.
8. ↑  옆동네 동물 애니메이션에서는 루피를 맡았다.
9. ↑  구 응급의료정보센터 전화번호인 1339에서 따왔다. 이 번호는 현재는 질병관리청으로 기능이 이관되었다.
10. ↑  하나와 만난 이후로 분홍색으로 도색되었다.
11. ↑  2인승이라서 많은 사람을 태울 수 없다.
12. ↑  특히 스피드와 샤인을 혼내는 일이 많으며, 어느 회차에선 타요가 정지선을 조금 밟은 것 가지고도, 으랏차가 짐을 많이 실은 것 가지고도, 라니와 누리가 잠시 이야기하는 것 가지고도, 로기가 정류장을 절반 정도 오버런한 것 가지고도 혼내며 엄하게 꾸짖었고, 심지어 유치원생들을 꾸짖어서 울려 다른 자동차들에게도 공포의 대상이 되었다.
13. ↑  화재현장에 함께 출동하는데, 프랭크가 불을 끄면 앨리스는 환자를 병원에 태워 간다.
14. ↑  봉봉에게 사이렌에 대한 이야기를 했는데 자신의 경광등을 동시에 켰는데, 이는 불법이다. 견인차에 경광등은 허용되지만 사이렌은 허용되지 않기 때문이다.
15. ↑  프랭크를 타게 해주겠다고 했지만, 사고가 나는 바람에 데려오지 못했고, 패트는 데려오려던 중간에 출동을 해야 해서 데려오지 못했다.
16. ↑  털이 까만색이라서 지은 이름이라고 한다.
17. ↑  물론 타요는 하나와 씨투에게 혼이 났지만.